# Atenodor de Solos
Atenodor (en grec antic: Αθηνόδωρος, llatí: Athenodorus) fou un filòsof estoic grec natural de Solos (Cilícia) i deixeble de Zenó. La seva doctrina sostenia que no totes les ofenses podien ser considerades iguals, a diferència del que deia l'escola estoica. L'esmenta Diògenes Laerci.